# 조예
위 열조 명황제 조예(魏 烈祖 明皇帝 曹叡, 205년 ~ 239년 1월 22일)는 조위의 2대 황제로, 자는 원중(元仲)이다. 문제와 문소황후 견씨의 아들로, 중국의 역대 황제 중 나라를 세우지 않고 조(祖) 자의 묘호를 얻은 최초의 황제이다.

## 생애
조예가 태어나자 조조(曹操)는 조예를 매우 사랑했으며 항상 자신의 곁에 있도록 명령했다. 위서에 따르면 조예는 용모가 뛰어나고 위엄이 있었다고 한다. 동진의 역사가 손성도 조예는 타고난 용모가 뛰어났으며 바닥에 닿을 정도의 긴 머리카락을 가지고 있었다고 전하고 있다. 조예는 220년, 15세의 나이로 무덕후에 봉해졌고, 이듬해에는 제공, 황초 3년(222년)에는 평원왕이 되었다.
221년, 아버지 조비가 어머니 견씨를 살해하였다. 처음에 조비는 조예를 좋아하지 않아 다른 부인 (徐姫)의 아이 조례(曹礼)를 태자로 세우려 했으므로 조예는 장기간 태자가 될 수 없었다. 그러던 어느 날, 두 부자가 우연히 함께 사냥을 하였는데 조비가 어미 사슴을 쏘아죽인 뒤 아들에게 새끼 사슴을 죽이라 시키자 조예가 울며 말했다. "폐하는 이미 그 어미를 죽였으나 신은 도저히 어린 사슴을 죽일 수 없습니다." 조비는 그 말에 가엾은 마음이 들어 즉시 활과 화살을 내던지고 조예를 기특하게 여겨 이 일로 인해 조예는 황태자로 낙점되었다고 한다. 226년 5월, 부친 조비의 고명에 따라 조진(曹眞), 조휴(曹休), 사마의(司馬懿), 진군(陳群), 배잠(裴潛) 등의 보좌를 받아 즉위하였다. 조예는 어머니 견씨가 아버지 조비에 의해 살해당하자 사람들을 만나지 않고 오로지 독서에만 몰두하였기 때문에 황제에 처음 즉위했을 때 조예의 풍모를 아는 사람은 한정되어 있었고 유엽만이 조예를 알현하여 이야기를 나누었다고 한다.
조예는 즉위 후 가장 먼저 어머니 견씨의 명예 회복을 할 수 있도록 문소황후(文昭皇后)로 추존하였고, 235년에는 어머니를 모함하여 죽게 만든 문덕황후를 사사하였다.
경초 원년 (237년)에는 칠묘의 제도를 정비하였다. 할아버지 조조와 아버지 조비에게 태조와 고조의 묘호를 정하는 것과 동시에, 자신의 묘호를 열조로 정하고 생모인 문소황후의 영묘를 별도로 세웠다.
이 해 조예의 총애는 황후 모씨에서 부인 곽씨로 옮겨갔다. 조예는 모씨를 빼놓고 연회를 열고 주위에 이를 함구토록 했는데 모황후가 이를 알게 되었다. 모황후가 조예를 만나 비꼬자 비밀이 새어나갔음을 알게 된 조예는 주위의 측근들을 살해하고, 모황후에게도 죽음을 내렸다. 아이러니하게도 자신의 아내를 살해한 아버지와 같은 행동을 하게 되었다.
경초 2년 (238년) 요동 정벌을 완료한 후, 수도 낙양에 있던 조예는 병상에 있어 조방의 후견인을 누구로 할지를 모색했다. 처음에 조예는 연왕 조우, 하후헌, 조조(조휴의 아들), 진랑, 조상과 함께 조방을 보정하게 하려고 했으나, 진랑 등과 사이가 나쁜 유방과 손자가 조우, 진랑, 조조를 헐뜯고 조상과 사마의를 추천했다.
결국 조상과 사마의를 후견인으로 다시 세우고 239년 1월, 35세의 나이로 붕어하여 고평릉에 묻혔다.

## 정책

### 군사
위서 명제기 등에 따르면 군대를 출동시키거나 논의를 통해 중대한 일을 결정할 때에는 지략이 있는 신하, 장군, 대신들이 모두 조예의 계략에 따랐으며 뛰어난 결단력과 전황을 정확하게 예측하는 면모를 보여주었다.
226년, 오의 손권이 강하를 공격했을 때, 신하들은 군사를 내어 구원하려 했지만 조예는 "수전에 익숙한 손권이 감히 육지를 공격하고 있는 것은 기습을 노리고 있기 때문이다. 그러나 문빙이 강하를 고수하고 있기 때문에 전선은 이미 교착 상태에 빠져 있고 오래 머무르려 하지 않을 것"이라고 예측했다. 이에 앞서 치서시어사 순우를 보내 병사들을 위로하고 있었는데, 순우가 도착하여, 강하군에서 지나가는 현마다 징발한 군사 및 따르는 보병과 기병 1천 명을 이끌고 산에 올라 횃불을 들며 병사가 많은 것처럼 위장하자 조예의 예측대로 손권은 달아났다.
227년, 국영(麹英)이 서평(西平)에서 반란을 일으키자 학소(郝昭) 등을 파견하여 진압했다.
228년, 신성 태수 맹달이 촉한의 제갈량과 내통했다는 것을 알게 되자 사마의를 그 진압의 책임자로 임명하여 맹달의 목을 베었다. 이것은 촉한이 신성을 통하는 침공 루트로 위를 협공하는 것을 막았다는 것을 의미한다. 결과적으로 촉한의 1차 북벌 때 위가 가정에서 승리하는 것에 간접적으로 기여했다. 이후 제갈량의 5차례에 걸친 침공 때 황족인 조진, 사마의와 장합 등 할아버지 조조대부터 활약한 장군들을 이용하여 이들을 막아내었다. 또한 1차 북벌 때는 친정 하여 장안 방면의 동요를 진정시켰다.
234년 오나라가 동쪽에서 촉의 북벌에 호응하여 협공했다. 이 때 만총은 합비(合肥)의 수비는 포기하고 수춘에서 손권에게 맞서자는 계획을 세웠다. 조예는 이를 따르지 않고 "옛날 한 광무제는 군대를 파견하여 멀리 약양을 점거하고 외효를 격파하였으며, 선대 황제는 동쪽에 합비를 두고 남쪽에 양양을 지키게 하고 서쪽에는 기산을 지키게 하였는데, 땅에는 반드시 싸워야 할 곳이 있는 법이다." 라고 결전의 의지를 보여준 후, "여러 장수들에게 명령하니 수비를 굳게 하면 내가 장차 직접 가서 그들을 정벌할 것이지만, 내가 도착할 때면 손권은 아마도 도주했을 것이다." 라고 예측하며 동쪽으로 친정하였는데 그 예측대로 손권은 조예가 미처 도착하기도 전에 도주하였다. 만총의 의견을 따르지 않은 조예의 예측으로 인해 위나라는 합비를 지켜낼 수 있었다. 한편, 오장원에서 제갈량과 대치하는 사마의에게 "결전을 회피하고 지구전에 돌입하며 후퇴시에는 추격하라"는 조서를 내어 방어의 성공에 기여했다.
238년 요동의 공손연이 위에 대한 반란을 일으키자 조예는 신하들의 반대를 무릅 쓰고 정벌을 결행했다. 사마의의 판단을 전적으로 신뢰하고 전권을 위임한 결과, 반란의 조기 진압에 성공했다. 요동의 공손씨를 제거함으로써 촉한의 침입 때 후방에서 공손씨가 호응할 염려를 끊을 수 있었다.
이렇게 조예는 중앙에 있으면서도 현장에서 일하는 장군들보다 뛰어난 군략을 발휘했다.

### 내정
조예는 조비의 유조를 받아 보도한 대신들에게 모두 한 지방의 임무를 맡기고 정치는 자기 자신에게서 나오도록 하였다. 또 조예는 특히 법리에 관심이 많아 가혹한 형벌을 줄였으며 사형에 관한 법령 조문을 검토하고 많은 부분을 삭제하였다. 재판에도 관심이 많아 큰 재판이 있을 때마다 방청하였다. 229년에는 진군과 유소 등에게 한대의 법률을 정비하여 신법률을 제정하게 하였다. 그리고 적전 의식을 행하여 농업을 권장하고 적전에서 스스로 밭을 갈았으며 관의 창고를 열어 자립할 수 없는 자들을 구제하였다. 233년에는 자립할 수 없는 사람들에게는 세금을 면제해 주었다. 여러 번 순시를 하며 과부, 고아와 아들 없는 노인을 위문하고 곡물과 흰 비단을 하사하며 그들을 보살폈다. 하지만 말년에는 수 차례의 궁전 건축을 실시하였고, 그 비용으로 인해 위의 재정은 크게 기울었다. 또한 농번기의 농민들을 많이 징용했기 때문에 농촌의 황폐화를 초래했다. 이는 고당륭(高堂隆)이 조예에게 올린 상소에서 드러난다.

### 인사
아버지 조비와 달리 간언한 인물들이 마음에 들지 않는 사람이라고 해서 그들을 꺾어버리거나 죽이지 않고 관용적인 태도를 가지고 곧은 소리를 좋게 생각하였다. 또 예를 가지고 대신들을 우대하였다.
조예는 공적을 세운 자나 유능한 자를 선발하였으며 우아한 말투와 고상한 자태를 뽐내는 실속 없는 무리들을 증오하였는데 이는 위지 노육전에서 확인할 수 있다. 노육이 "명성은 특별한 사람을 부르기에는 충분하지 못하지만, 평범한 선비를 얻을 수는 있습니다. 평범한 선비는 가르침을 존경하고 선을 흠모한 연후에 유명하게 되므로 그들을 증오해서는 안 됩니다. 어리석은 신하는 특별한 사람을 알아보는 식견이 충분하지 못하며, 또 명성에 따라서 평범한 인물을 살피는 것을 하지 않고 있습니다. 단지 그 후의 일을 당연히 조사해야 됩니다. 때문에 옛날 사람들은 탄핵하거나 상주함에 있어서 말로써 하고, 그 말의 허실에 대하여 명확하게 조사를 할 경우에는 공적을 갖고 한다고 했습니다. 지금 관리의 성적을 평가하는 법은 폐지되었고 비난과 칭찬의 평판에 따라서 나아가고 물러남을 처리하고 있습니다. 때문에 진위가 혼란스럽게 섞여 있고, 허실이 서로 구분되지 않은 것입니다." 라 상소하자 즉시 관리의 성적을 평가하는 제도를 만들도록 조서를 내렸다.
이에 따라 진실과 허위를 바꾸지 않고, 실속없는 허황된 무리들(필궤, 하안, 이승, 정밀, 환범 등)을 모두 면직시키고 다시는 등용하지 말라고 엄명을 내렸다. 하지만 이들은 조예가 죽은 후에 조상의 도움으로 출세하게 되고 이후 고평릉의 변으로 정권을 잡은 사마의의 손에 제거된다.

## 평가
조예를 처음 알현했을 때 유엽은 조예가 "진시황과 한무제와 같은 범주이지만 그들보다 자질이 조금 부족할 뿐이다."는 평가를 내렸다고 한다.
「삼국지」의 편자인 진수는 다음과 같이 평하고 있다.
명제는 침착하고 굳세며 결단력과 식견을 갖추고 있었으며, 마음에 임하여 행동하며, 백성들에게는 군주의 지극한 기개를 갖고 있었다. 그 당시 백성들은 생활이 피폐하고 온 천하는 분열되었으나, 명제는 선조의 빛나는 대업을 먼저 생각하거나, 왕업의 기틀을 다지지 않고 진시황이나 한 무제를 급히 모방하여 궁전을 지었으니, 나라를 다스리는 원대한 관점으로서 헤아리면 이는 아마도 중대한 결함일 것인저!
「위서」의 편자인 왕침은 다음과 같이 평하고 있다.
명제는 용모가 빼어나며 위엄도 갖추고 있었다. 그러나 명제는 황태자의 신분이었을 때부터 조정의 신하들과 가깝게 지내지 않았으며, 정치 문제에도 무관심하고, 오직 생각을 깊이하고 서적에 몰두할 뿐이었다. 그러나 즉위하고부터는 대신을 예우하고 공적을 세운 자나 유능한 자를 선발하며 진실과 허위를 바꾸지 않고, 경박함이나 참언의 시초를 끊으려고 노력하였다. 또 군대를 출동시키거나 논의를 통해 중대한 일을 결정할 때에는 지략이 있는 신하, 장군, 대신들이 모두 명제의 계략에 따랐다. 명제는 선천적으로 기억력이 탁월해 옆에서 모시는 신하들의 신상, 성격과 행위, 과거의 행동 또 그 부형자제의 성격 등에 이르기까지 한번 보고를 들으면 끝까지 잊어버리지 않았다. 특히 굴욕을 가슴에 담아 참아 내고, 직언을 잘 받아들이며, 신분이 낮은 관리나 백성들의 상소를 받아들였다. 한 달에 수천 봉서가 이르렀는데, 문장이 비루하더라도 끝까지 읽어 보기를 게을리 하지 않았을 정도이다.
동진의 역사가 손성은 다음과 같이 평하고 있다.
위 명제는 타고난 모습이 빼어났으며, 일어서면 머리카락이 땅에까지 늘어졌고, 말더듬이여서 말은 적게 하였지만, 가라앉아 있으면서도 강하였고, 결단 내리기를 좋아하였다. 처음에 여러 공들이 유조를 받아 보도하였는데, 황제는 이들 모두에게 한 지방의 임무를 주어서 이를 처리하게 하였으며, 정치는 자기 자신에게서 나오게 하였다. 예를 가지고 대신들을 우대하였으며, 관용적인 태도를 가지고 곧은 소리를 좋게 생각하였다. 비록 면전에서 지극한 간언을 하였다고 하더라도 그들을 꺾어버리거나 죽이지 아니하였으니, 임금이 갖고 있는 도량이 이처럼 위대하였다. 그러나 덕을 세우고 기풍을 내려줄 생각을 하지 아니하고, 유성의 기초를 굳게 세우지 아니하였으니, 결국 대권이 한쪽으로 치우치게 하기에 이르렀고, 사직을 지킬 수 없었으니 슬픈 일이다!
조예는 할아버지인 조조가 마련한 위 왕조를 완성하고 명성을 높이는 데 주력한 명군이었지만, 말년의 궁전 건축 등의 사치와 어린 황제를 보위할 친위 세력을 굳건히 하지 않은 것이 사마씨의 찬탈을 허용한 원인이 되었다고 평가받고 있다.

## 기년
| 명제        | 원년                | 2년        | 3년        | 4년        | 5년        | 6년        | 7년                 | 8년        | 9년        | 10년       |
| ----------- | ------------------- | ---------- | ---------- | ---------- | ---------- | ---------- | ------------------- | ---------- | ---------- | ---------- |
| 서력 (西曆) | 227년               | 228년      | 229년      | 230년      | 231년      | 232년      | 233년               | 234년      | 235년      | 236년      |
| 간지 (干支) | 정미(丁未)          | 무신(戊申) | 기유(己酉) | 경술(庚戌) | 신해(辛亥) | 임자(壬子) | 계축(癸丑)          | 갑인(甲寅) | 을묘(乙卯) | 병진(丙辰) |
| 연호 (年號) | 태화(太和) 원년     | 2년        | 3년        | 4년        | 5년        | 6년        | 7년 청룡(靑龍) 원년 | 2년        | 3년        | 4년        |
| 명제        | 11년                | 12년       | 13년       |            |            |            |                     |            |            |            |
| 서력 (西曆) | 237년               | 238년      | 239년      |            |            |            |                     |            |            |            |
| 간지 (干支) | 정사(丁巳)          | 무오(戊午) | 기미(己未) |            |            |            |                     |            |            |            |
| 연호 (年號) | 5년 경초(景初) 원년 | 2년        | 3년        |            |            |            |                     |            |            |            |

## 같이 보기
- 삼국지 인물 목록
- 중국의 군주 목록